# Гіппонік (син Каллія III)
Гіппонік IV (*Ἱππόνικος, кін. V — сер. IV ст. до н. е.) — діяч Афінського поліса, останній відомий представник роду Калліїв-Гіппоніків. У просопографічній та генеалогічній літературі для зручності зазвичай йменується Гіппоніком IV.

## Життєпис
Син Каллія III, архонта і стратега, та доньки Главкона. Народився десь у 420-х роках до н. е. Після смерті 413 року до н. е. його батька планував одружити Гіппоніка з донькою Епіліка з роду Філаїдів. В результаті розпочалася судова суперечка з Андокідом, яку Каллій і Гіппонік програли. Зрештою одружився з донькою Алквідіада, але згодом розлучився з нею через якийсь конфлікт зі швагром Алквіадом Молодшим.
З огляду на те, що батько Гіппоніка на момент смерті близько 371 року до н. е. мав статків лише у 2 таланти, той не міг розраховувати на обрання на провідні посади в полісі. Ймовірно не зміг піднятися вище середнього чиновника. Також не зміг виправити важкий фінансовий стан роду. Вважається, що помер без нащадків.